# Autostrada A544 (Niemcy)
Autostrada federalna A544, nazywana także Łącznikiem Akwizgrańskim i Odgałęzieniem Akwizgran (niem. Bundesautobahn 544 (BAB 544), Autobahn 544 (A544); Aachener Zubringer, Abzweig Aachen) – autostrada w Niemczech łącząca centrum Akwizgranu z autostradami A4 i A44 przy węźle Kreuz Aachen.

## Historia
Autostrada była początkowo budowana jako połączenie Akwizgranu z Kolonią. Odcinek od obecnego węzła Kreuz Aachen do Würselen, o długości 1 km, oddano do użytku w 1954 roku. Dalszy przebieg do placu Europa (niem. Europaplatz) otwarto w 1958 roku. Po rozbudowaniu autostrady w kierunku granicy holenderskiej została przemianowana na A4 i jedynie 4 kilometrowy fragment z centrum do węzła Aachen oznakowany jest jako A544.
W latach 70. planowano połączenie arterii z autostradą A545 w kierunku Schleiden.

## Przebieg

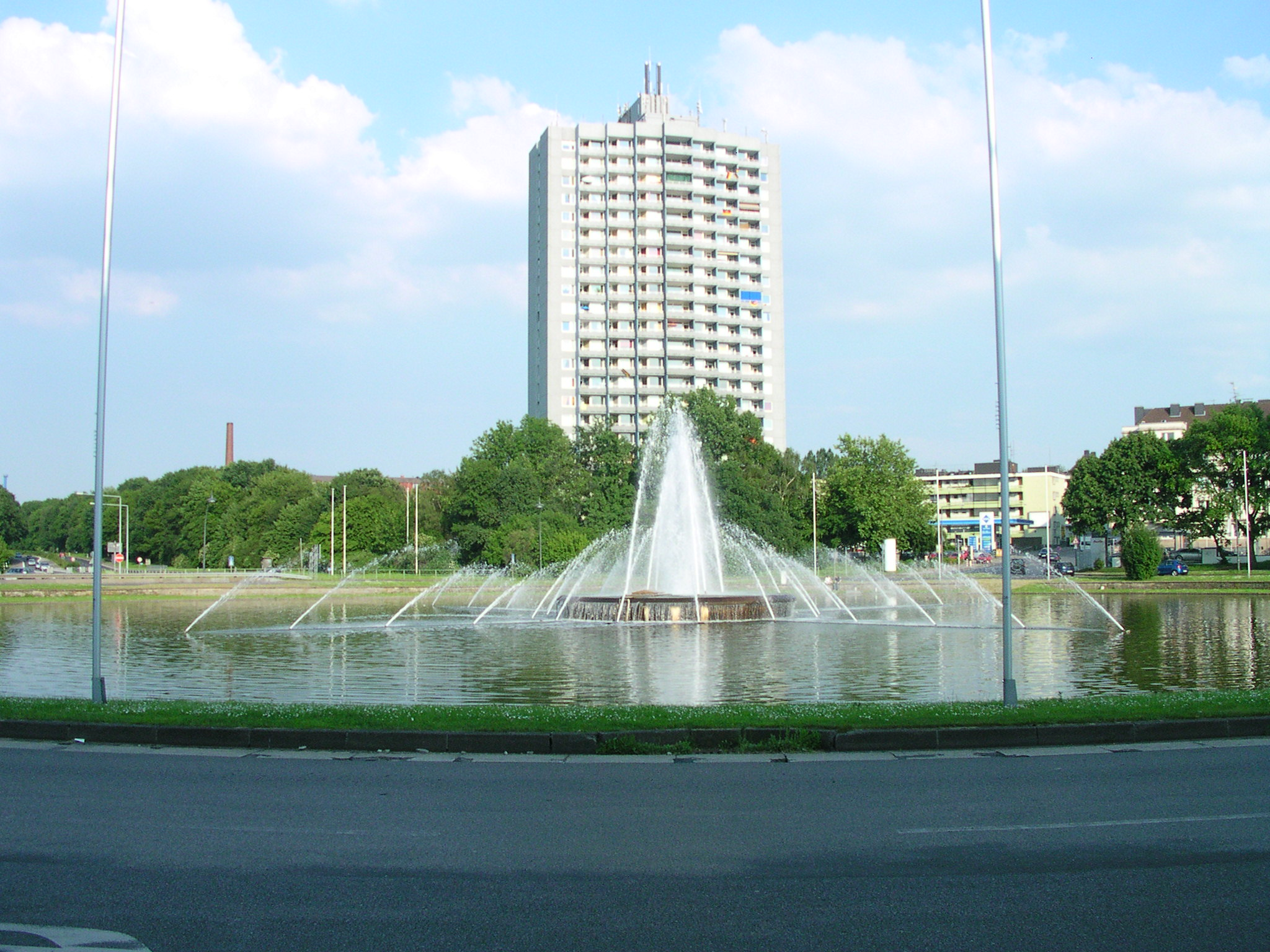
Plac Europa w Akwizgranie

Bieg autostrady rozpoczyna się na rondzie, na placu Europa w Akwizgranie. Zmierzając w kierunku północno-wschodnim przechodzi przez dzielnicę Rothe Erde gdzie, w kierunku miasta mija wyjazd z autostrady Aachen-Rothe Erde a w kierunku autostrady A4 wjazd z tej dzielnicy. Po około dwóch kilometrach mija kolejny wyjazd Würselen, by po około kilometrze, tuż przed skrzyżowaniem z A44, połączyć się z autostradą A4.